# DocuWare
El software estándar de DocuWare pertenece a la categoría de sistemas de gestión documental y  gestión de contenido empresarial. Se encuentra disponible en 17 idiomas. Sus principales usuarios pertenecen al ámbito de la mediana empresa, oficinas gubernamentales y departamentos de grandes multinacionales. El 2 de julio de 2019 la multinacional tecnológica japonesa Ricoh adquiere Docuware para integrar su software de automatización de flujos de trabajo y gestión documental en la nube en sus impresoras multifuncionales.

## El software DocuWare
La versión básica del sistema de gestión documental DocuWare dispone de todas las funciones necesarias para registrar, editar y gestionar documentos. Sea cual sea el formato y el origen del documento, las soluciones de DocuWare organizan en un archivador central todos los documentos en papel, así como documentos electrónicos, por ejemplo comprobantes, cartas, facturas, planos, archivos y correos electrónicos. Además DocuWare es compatible con todos los formatos de firmas electrónicas. Las funcionalidades integradas de registro (logging) y perfiles de acceso garantizan un acceso seguro, controlado y protocolarizado a los documentos almacenados electrónicamente, conforme con la Ley Orgánica de Protección de Datos (LOPD). Todas las personas autorizadas podrán acceder al archivador central por Internet en cualquier momento y desde cualquier lugar del mundo.

### Módulos adicionales
Los  módulos adicionales permiten entre otras cosas, la indexación automática de documentos en DocuWare, la automatización de procesos de negocios, la combinación con tecnologías COLD, así como amplias funciones de flujo de trabajo, por ejemplo para la aprobación automática de facturas entrantes.

### Conexiones para otra aplicaciones
Existen numerosas conexiones para otras aplicaciones. Por ejemplo, para sistemas ERP, como las integraciones certificadas con SAP Navision o Sage, LIBRA ERP y software colaborativo como Exchange, GroupWise o Lotus Notes/Domino. Mediante herramientas estándar se hace posible también integrar de forma sencilla otras aplicaciones externas.

## DocuWare: la compañía
El 27 de octubre de 1988, Jürgen Biffar y Matthias Fesl fundaron DOCUNET AG (este último se retiró de la empresa en 1998). Desde agosto de 2000, DOCUNET AG opera bajo el nombre de DocuWare AG. En la actualidad a la cabeza de esta empresa internacional de software están Jürgen Biffar, responsable de los departamentos de Productos y Finanzas, y Thomas Schneck, quién se incorporó en 1990 y  es el responsable del área de Ventas y Marketing. El grupo DocuWare está presente en más de 70 países con unas 10.000 instalaciones y más de 100.000 usuarios. La sucursal española, DocuWare S.L.u., tiene su sede en Barcelona y es miembro de AedocDigital, la asociación española de empresas especializada en la gestión de contenidos y documentos. Entre los clientes en España destacan la Universidad de las Islas Baleares, Securitas Direct, SanLucar Fruit y Luis Molina Miró. DocuWare cuenta con más de 400 Partners Autorizados en todo el mundo, encargados de implantar in situ las soluciones de gestión documental. Estos Partners forman una red global con más de 1.000 expertos en gestión documental con DocuWare.

### Estructura del grupo DocuWare
- DocuWare GmbH (sede principal en Germering, cerca de Múnich. Alemania) Fundada en 1988. Responsable del mercado alemán y europeo (excepto España, Francia, Inglaterra e Irlanda).
- DocuWare Corporation (Nueva York): Fundada en 2001. Está a cargo de los mercados de América del Norte, Central y del Sur
- DocuWare Ltd (Weybridge): Fundada en  2005. Responsable de los negocios de gestión documental en Gran Bretaña e Irlanda
- DocuWare SARL (París): Fundada en 2008. Responsable del mercado francés
- DocuWare S.L.u. (Barcelona): Fundada el 1.7.2009. Responsable del mercado español.